# アダム・キーフ
アダム・トーマス・キーフ（Adam Thomas Keefe、1970年2月22日 - ）は、アメリカ合衆国の元バスケットボール選手。NBAのユタ・ジャズなどでプレイした。カリフォルニア州アーバイン出身。ポジションはフォワード。

## 経歴
スタンフォード大学ではスター選手として活躍しパシフィック・テン・カンファレンスの通算歴代5位の得点、通算歴代4位のリバウンドを記録し、3年連続リバウンド王になった。4年生の時には平均25.3得点、12.2リバウンドを記録している。1992年のNBAドラフトでアトランタ・ホークスに1巡目全体10位で指名を受けNBA入り。ルーキーシーズンは、ケビン・ウィリスやジョン・コンカックの控えとして82試合に出場し平均6.6得点、3.3リバウンドの成績だった。ホークスに2シーズン在籍した後、1994年9月16日にタイロン・コービンとのトレードでユタ・ジャズに移籍した。
ジャズではジョン・ストックトン、カール・マローンを支えるメンバーとして活躍した。1997-98シーズンには出場80試合中75試合で先発し、ほとんどの部門で自己最高を記録した。翌シーズン以降は鼻の骨折等の怪我で調子を落とし出場時間は減少していった。そして、2000年8月16日に4チーム間のトレードでゴールデンステート・ウォリアーズへ移籍、1シーズン在籍した後、欧州に新天地を求めた。
2001-02シーズンはスペインリーグリーガACBのCBジローナ、2002-03シーズンはCBエストゥディアンテスでプレイした。2001-02シーズンにはスティール王のタイトルを獲得し、オールスターにも出場した。

## その他
- 学生時代はバスケットボールだけでなくバレーボールもプレーしていて、彼の妻のクリスティン・クラインはアトランタオリンピックにも出場したことのある元バレーボール選手である[1]。2000年に彼は妻や他の選手と共にスタンフォード大学の殿堂入りを果たした[1]。